# Бранденбург (Кентуккі)
Бранденбург (англ. Brandenburg) — місто (англ. city) в США, в окрузі Мід штату Кентуккі. Населення — 2894 особи (2020).

## Географія
Бранденбург розташований за координатами 37°59′49″ пн. ш. 86°10′49″ зх. д. / 37.99694° пн. ш. 86.18028° зх. д. (37.996957, -86.180335).  За даними Бюро перепису населення США в 2010 році місто мало площу 10,17 км², з яких 10,13 км² — суходіл та 0,04 км² — водойми. В 2017 році площа становила 10,82 км², з яких 10,77 км² — суходіл та 0,06 км² — водойми.

## Демографія
Згідно з переписом 2010 року, у місті мешкали 2643 особи в 1061 домогосподарстві у складі 627 родин. Густота населення становила 260 осіб/км².  Було 1158 помешкань (114/км²).
Расовий склад населення:
| - 93,0 % — білих - 2,5 % — чорних або афроамериканців - 0,7 % — азіатів - 0,4 % — корінних американців - 0,1 % — вихідців з тихоокеанських островів |

До двох чи більше рас належало 2,6 %. Частка іспаномовних становила 3,0 % від усіх жителів.
За віковим діапазоном населення розподілялося таким чином: 24,6 % — особи молодші 18 років, 59,2 % — особи у віці 18—64 років, 16,2 % — особи у віці 65 років та старші. Медіана віку мешканця становила 35,8 року. На 100 осіб жіночої статі у місті припадало 92,5 чоловіків;  на 100 жінок у віці від 18 років та старших — 89,7 чоловіків також старших 18 років.
Середній дохід на одне домашнє господарство  становив 48 886 доларів США (медіана — 38 243), а середній дохід на одну сім'ю — 54 644 долари (медіана — 44 000). Медіана доходів становила 32 273 долари для чоловіків та 28 400 доларів для жінок. За межею бідності перебувало 28,0 % осіб, у тому числі 38,4 % дітей у віці до 18 років та 10,7 % осіб у віці 65 років та старших.
Цивільне працевлаштоване населення становило 1061 осіб. Основні галузі зайнятості: освіта, охорона здоров'я та соціальна допомога — 27,7 %, мистецтво, розваги та відпочинок — 15,3 %, роздрібна торгівля — 9,8 %, науковці, спеціалісти, менеджери — 9,3 %.